# Africký pohár národů 2021
Africký pohár národů 2021 byl 33. ročník Afrického poháru národů, který zastřešovala Africká fotbalová konfederace. Turnaj hostil Kamerun a proběhl v období od 9. ledna do 6. února 2022.
Původně se měl turnaj hrát v červnu a červenci 2021, ale 15. ledna 2020 CAF oznámila, že kvůli nepříznivým povětrnostním podmínkám v tomto období se turnaj bude hrát od 9. ledna do 6. února 2021. Dne 30. června 2020 CAF podruhé přeložila turnaj kvůli dopadům pandemie covidu-19 na celém kontinentu, přičemž turnaj si pro účely sponzoringu ponechal název Africký pohár národů 2021.
Senegal vyhrál turnaj poprvé v historii, když ve finále porazil Egypt 1:0 na penalty.

## Výběr hostitele
Po zasedání výkonného výboru CAF dne 24. ledna 2014 bylo oznámeno, že na ročník 2021 jsou tři oficiální kandidáti:
Přijaté nabídky:
- Alžírsko
- Guinea
- Pobřeží slonoviny

Odmítnuté nabídky:
- Konžská demokratická republika
- Gabon
- Zambie

Tento seznam se lišil od seznamu nabídek hostitelských zemí pro Poháry národů 2019 i 2021, který CAF oznámila v listopadu 2013, přičemž na původním seznamu byly také Demokratická republika Kongo, Gabon a Zambie. Všichni tři oficiální kandidáti se také ucházeli o pořádání Afrického poháru národů 2019.
Rozhodnutí o pořadatelské zemi bylo odloženo z počátku roku 2014, aby měly jednotlivé uchazečské země dostatek času na přijetí inspekční delegace. Dne 20. září 2014, po konečném hlasování na zasedání výkonného výboru CAF, oznámila CAF pořadatele turnajů AFPN v letech 2019, 2021 a 2023: V roce 2019 Kamerun, v roce 2021 Pobřeží slonoviny a v roce 2023 Guinea.

### Změna pořadatele
30. listopadu 2018 CAF zbavila Kamerun pořadatelství Afrického poháru národů 2019, nicméně prezident CAF Ahmad Ahmad uvedl, že Kamerun souhlasil s pořádáním Afrického poháru národů 2021. Následně bude Africký pohár národů v roce 2023 hostit Pobřeží slonoviny, původní pořadatel v roce 2021, a v roce 2025 bude Africký pohár národů hostit Guinea, původní pořadatel v roce 2023.
Dne 30. ledna 2019 potvrdil prezident CAF po setkání s bývalým prezidentem Pobřeží slonoviny Alassanem Ouattarou pro Pobřeží slonoviny změnu harmonogramu.

## Účinky pandemie covidu-19
Původně se měl turnaj konat od 9. ledna do 6. února 2021. Předkolo a dva hrací dny skupinové fáze kvalifikace se již odehrály mezi 9. říjnem a 19. listopadem 2019. Třetí a čtvrtý hrací den skupinové fáze kvalifikace, které se měly původně odehrát od 23. do 31. března, resp. od 1. do 9. června 2020, byly odloženy a všechny zbývající zápasy kvalifikace přeloženy z důvodu vypuknutí pandemie covidu-19 v Africe.
Dne 19. června 2020 CAF uvedla, že není rozhodnuta o tom, kdy budou kontinentální soutěže obnoveny, a upřednostňuje nové termíny pro Ligu mistrů CAF 2019–20 a semifinále Konfederačního poháru CAF 2019–20, odložené Mistrovství afrických národů 2020 a Africký pohár národů žen 2020 spolu s Africkým pohárem národů 2021, neboť fotbalové soutěže na celém kontinentu byly odloženy, zrušeny nebo pozastaveny.
Dne 30. června 2020 však CAF podle zveřejněného prohlášení oznámila přeložení Afrického poháru národů 2021 na leden 2022 „po konzultaci se zúčastněnými stranami a s přihlédnutím k aktuální globální situaci“ s tím, že nové termíny budou oznámeny později. Následně byly přeloženy nebo zrušeny další plánované kontinentální soutěže a akce, včetně nových termínů zbývajících kvalifikací na AFCON, které měly být nyní dokončeny do března 2021. Dne 31. března 2021 bylo potvrzeno, že finálový turnaj se bude konat od 9. ledna do 6. února 2022, tedy přesně rok po původně plánovaném termínu.

## Kvalifikace
Do turnaje se kvalifikovalo 24 týmů. Gambie a Komory se na tomto turnaji představily poprvé.
| Tým               | Účast | Nejlepší výsledek                                |
| ----------------- | ----- | ------------------------------------------------ |
| Kamerun           | 20    | Vítěz (1984, 1988, 2000, 2002, 2017)             |
| Senegal           | 16    | 2. místo (2002, 2019)                            |
| Alžírsko          | 19    | Vítěz (1990, 2019)                               |
| Mali              | 12    | 2. místo (1972)                                  |
| Tunisko           | 20    | Vítěz (2004)                                     |
| Burkina Faso      | 12    | 2. místo (2013)                                  |
| Guinea            | 13    | 2. místo (1976)                                  |
| Komory            | 1     | Debut                                            |
| Gabon             | 8     | Čtvrtfinále (1996, 2012)                         |
| Gambie            | 1     | Debut                                            |
| Egypt             | 25    | Vítěz (1957, 1959, 1986, 1998, 2006, 2008, 2010) |
| Ghana             | 23    | Vítěz (1963, 1965, 1978, 1982)                   |
| Rovníková Guinea  | 3     | Čtvrté místo (2015)                              |
| Zimbabwe          | 5     | Skupinová fáze (2004, 2006, 2017, 2019)          |
| Pobřeží slonoviny | 24    | Vítěz (1992, 2015)                               |
| Maroko            | 18    | Vítěz (1976)                                     |
| Nigérie           | 19    | Vítěz (1980, 1994, 2013)                         |
| Súdán             | 9     | Vítěz (1970)                                     |
| Malawi            | 3     | Skupinová fáze (1984, 2010)                      |
| Etiopie           | 11    | Vítěz (1962)                                     |
| Mauritánie        | 2     | Skupinová fáze (2019)                            |
| Guinea-Bissau     | 3     | Skupinová fáze (2017, 2019)                      |
| Kapverdy          | 3     | Čtvrtfinále (2013)                               |
| Sierra Leone      | 3     | Skupinová fáze (1994, 1996)                      |

## Formát
Finálového turnaje se zúčastnilo celkem 24 týmů. Pouze hostitelé získali automatické postupové místo, ostatních 23 týmů se kvalifikovalo prostřednictvím kvalifikačního turnaje. Pro finále bylo 24 týmů rozlosováno do šesti skupin po čtyřech týmech. Týmy v každé skupině hrály jednokolově a po skupinové fázi postoupily do 16. kola dva nejlepší týmy z každé skupiny a čtyři nejvýše umístěné týmy na třetích místech. Od té doby turnaj pokračoval vyřazovací fází.

## Zápasový míč
Dne 23. listopadu 2021 CAF oznámila oficiální míč s názvem Toghu. Vyrobil ho anglický výrobce Umbro.

## Maskot
Maskot „Mola“ byl představen 17. května 2021 během slavnostního ceremoniálu v Yaoundé. Byl to lev a jeho výstroj se podobala domácím barvám Kamerunu, přičemž na horní a spodní straně výstroje byl nápis „Cameroon“ s nápisem „2021“.

## Stadiony
| Douala               | Yaoundé          | Yaoundé              |
| -------------------- | ---------------- | -------------------- |
| Japoma Stadium       | Olembe Stadium   | Stade Ahmadou Ahidjo |
| Kapacita: 50 000     | Kapacita: 60 000 | Kapacita: 42 500     |
|                      |                  |                      |
| Garoua               | Bafoussam        | Limbe                |
| Roumdé Adija Stadium | Kouekong Stadium | Limbe Stadium        |
| Kapacita: 30 000     | Kapacita: 20 000 | Kapacita: 20 000     |
|                      |                  |                      |

## Zahajovací ceremoniál

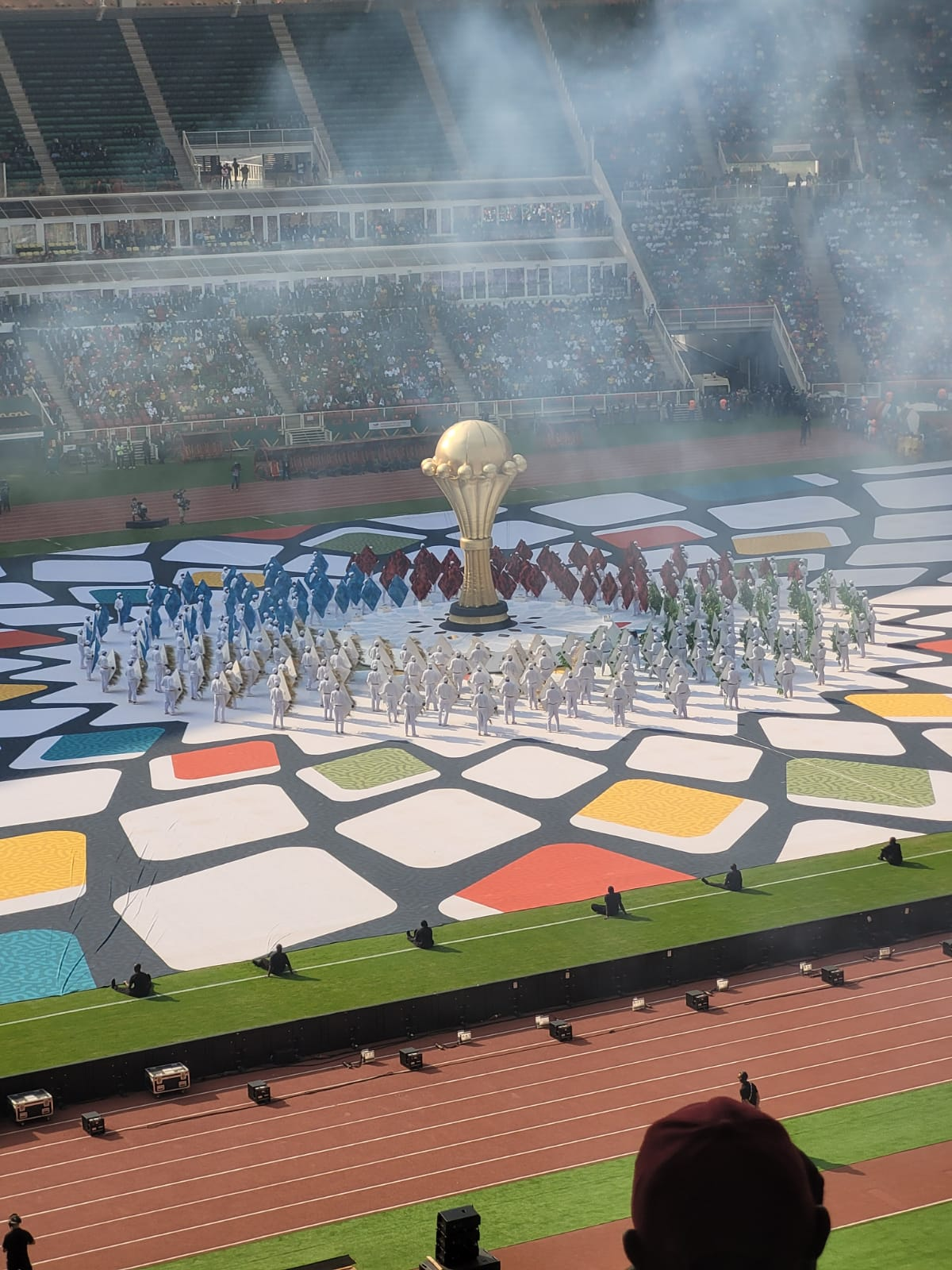
Atmosféra před zahájením slavnostního zahájení AFCON.

Slavnostní otevření stadionu začalo v 10:00 nástupem animačních skupin a kulturními aktivitami, které trvaly do 14:00. Hosté a oficiální představitelé byli rozestaveni až do začátku zahajovacího zápasu v 17:00. Mezi hosty byli členové Africké fotbalové konfederace (CAF), členové diplomatického sboru, předsedové zákonodárných a soudních institucí, členové vlády včetně prezidenta COCAN 2021 a předsedové CAF a FIFA.
Sestava funkcionářů skončila v 16 hodin příjezdem prezidentů Komor a Kamerunu. Po provedení hymen pronesl zahajovací projev Patrice Motsepe, prezident CAF, po němž soutěž slavnostně zahájil prezident Kamerunské republiky Paul Biya, načež se konal asi hodinový kulturní průvod.
V kulturním intermezzu představujícím 4 kulturní oblasti Kamerunu se představilo 500 mladých ambasadorů a maskot Mola, který se účastnil tance, vystoupení nabídl hostitelský umělec Fally Ipupa. Během tohoto průvodu se divákům zjevil virtuální lev, kterého vytvořil belgický grafik Thibault Baras na nápad kreativní společnosti lib. Tento lev, vytvořený v rozšířené realitě a zapnutý na herním enginu, je 16 metrů dlouhý, 8 metrů vysoký a váží tunu.
Po zápase, který se konal od 17 do 19 hodin, se konal ohňostroj.

## Soupisky
Podrobnější informace naleznete v článku Africký pohár národů 2021 (soupisky).

## Skupinová fáze
24 týmů je rozděleno do šesti skupin po čtyřech. Do osmifinále postoupí dva nejlepší týmy z každé skupiny, které doplní čtyři nejlepší týmy na třetích místech.

### Rozstřely
Týmy byly seřazeny podle počtu bodů (3 body za výhru, 1 bod za remízu, 0 bodů za prohru) a v případě rovnosti bodů byla pro určení pořadí použita následující kritéria:
1. Body ve vzájemných zápasech mezi vyrovnanými týmy;
2. Rozdíl branek v přímých zápasech mezi vyrovnanými týmy;
3. Počet vstřelených branek v přímých zápasech mezi vyrovnanými týmy;
4. V případě rovnosti více než dvou týmů a po uplatnění všech výše uvedených kritérií head-to-head, pokud dva týmy stále zůstaly nerozhodné, byla všechna výše uvedená kritéria head-to-head uplatněna výhradně na tyto dva týmy;
5. Rozdíl branek ve všech zápasech ve skupině;
6. počet vstřelených branek ve všech zápasech skupiny.

### Skupina A
| Poř. | Tým          | Z | V | R | P | VG | IG | Skóre | +/- | Body | Kvalifikace          |
| ---- | ------------ | - | - | - | - | -- | -- | ----- | --- | ---- | -------------------- |
| 1.   | Kamerun (H)  | 3 | 2 | 1 | 0 | 7  | 3  | 7:3   | +4  | 7    | Postup do osmifinále |
| 2.   | Burkina Faso | 3 | 1 | 1 | 1 | 3  | 3  | 3:3   | 0   | 4    | Postup do osmifinále |
| 3.   | Kapverdy     | 3 | 1 | 1 | 1 | 2  | 2  | 2:2   | 0   | 4    | Postup do osmifinále |
| 4.   | Etiopie      | 3 | 0 | 1 | 2 | 2  | 6  | 2:6   | −4  | 1    |                      |

### Skupina B
| Poř. | Tým      | Z | V | R | P | VG | IG | Skóre | +/- | Body | Kvalifikace          |
| ---- | -------- | - | - | - | - | -- | -- | ----- | --- | ---- | -------------------- |
| 1.   | Senegal  | 3 | 1 | 2 | 0 | 1  | 0  | 1:0   | +1  | 5    | Postup do osmifinále |
| 2.   | Guinea   | 3 | 1 | 1 | 1 | 2  | 2  | 2:2   | 0   | 5    | Postup do osmifinále |
| 3.   | Malawi   | 3 | 1 | 1 | 1 | 2  | 2  | 2:2   | 0   | 4    | Postup do osmifinále |
| 4.   | Zimbabwe | 3 | 1 | 0 | 2 | 3  | 4  | 3:4   | −1  | 3    |                      |

### Skupina C
| Poř. | Tým    | Z | V | R | P | VG | IG | Skóre | +/- | Body | Kvalifikace          |
| ---- | ------ | - | - | - | - | -- | -- | ----- | --- | ---- | -------------------- |
| 1.   | Maroko | 3 | 2 | 1 | 0 | 5  | 2  | 5:2   | +3  | 7    | Postup do osmifinále |
| 2.   | Gabon  | 3 | 1 | 2 | 0 | 4  | 3  | 4:3   | +1  | 5    | Postup do osmifinále |
| 3.   | Komory | 3 | 1 | 0 | 2 | 3  | 5  | 3:5   | −2  | 3    | Postup do osmifinále |
| 4.   | Ghana  | 3 | 0 | 1 | 2 | 3  | 5  | 3:5   | −2  | 1    |                      |

### Skupina D
| Poř. | Tým           | Z | V | R | P | VG | IG | Skóre | +/- | Body | Kvalifikace          |
| ---- | ------------- | - | - | - | - | -- | -- | ----- | --- | ---- | -------------------- |
| 1.   | Nigérie       | 3 | 3 | 0 | 0 | 6  | 1  | 6:1   | +5  | 9    | Postup do osmifinále |
| 2.   | Egypt         | 3 | 2 | 0 | 1 | 2  | 1  | 2:1   | +1  | 6    | Postup do osmifinále |
| 3.   | Súdán         | 3 | 0 | 1 | 2 | 1  | 4  | 1:4   | −3  | 1    | Postup do osmifinále |
| 4.   | Guinea-Bissau | 3 | 0 | 1 | 2 | 0  | 3  | 0:3   | −3  | 1    |                      |

### Skupina E
| Poř. | Tým               | Z | V | R | P | VG | IG | Skóre | +/- | Body | Kvalifikace          |
| ---- | ----------------- | - | - | - | - | -- | -- | ----- | --- | ---- | -------------------- |
| 1.   | Pobřeží slonoviny | 3 | 2 | 0 | 0 | 6  | 3  | 6:3   | +3  | 7    | Postup do osmifinále |
| 2.   | Rovníková Guinea  | 3 | 2 | 0 | 1 | 2  | 1  | 2:1   | +1  | 6    | Postup do osmifinále |
| 3.   | Sierra Leone      | 3 | 0 | 2 | 1 | 2  | 3  | 2:3   | −1  | 2    | Postup do osmifinále |
| 4.   | Alžírsko          | 3 | 0 | 1 | 2 | 1  | 4  | 1:4   | −3  | 1    |                      |

### Skupina F
| Poř. | Tým        | Z | V | R | P | VG | IG | Skóre | +/- | Body | Kvalifikace          |
| ---- | ---------- | - | - | - | - | -- | -- | ----- | --- | ---- | -------------------- |
| 1.   | Mali       | 3 | 2 | 1 | 0 | 4  | 1  | 4:1   | +3  | 7    | Postup do osmifinále |
| 2.   | Gambie     | 3 | 2 | 1 | 0 | 3  | 1  | 3:1   | +2  | 7    | Postup do osmifinále |
| 3.   | Tunisko    | 3 | 1 | 0 | 2 | 4  | 2  | 4:2   | +2  | 3    | Postup do osmifinále |
| 4.   | Mauritánie | 3 | 0 | 0 | 3 | 0  | 7  | 0:7   | –7  | 0    | Tabulka třetích týmů |

### Tabulka třetích týmů
| Poř. | Skupina | Tým          | Z | V | R | P | VG | IG | Skóre | +/- | Body | Kvalifikace          |
| ---- | ------- | ------------ | - | - | - | - | -- | -- | ----- | --- | ---- | -------------------- |
| 1.   | F       | Malawi       | 3 | 1 | 1 | 1 | 2  | 2  | 2:2   | 0   | 4    | Postup do osmifinále |
| 2.   | B       | Kapverdy     | 3 | 1 | 1 | 1 | 2  | 2  | 2:2   | 0   | 4    | Postup do osmifinále |
| 3.   | A       | Tunisko      | 3 | 1 | 0 | 2 | 4  | 2  | 4:2   | +2  | 3    | Postup do osmifinále |
| 4.   | E       | Komory       | 3 | 1 | 0 | 2 | 2  | 5  | 3:5   | –2  | 3    | Postup do osmifinále |
| 5.   | C       | Sierra Leone | 3 | 0 | 2 | 1 | 2  | 3  | 2:3   | –1  | 2    |                      |
| 6.   | D       | Súdán        | 3 | 0 | 1 | 2 | 1  | 4  | 1:4   | –3  | 1    |                      |

## Play-off
|  | Osmifinále                 | Osmifinále                 |                            |       | Čtvrtfinále   | Čtvrtfinále   |                           |                           | Semifinále | Semifinále |  |  | Finále | Finále |
|  |                            |                            |                            |       |               |               |                           |                           |            |            |  |  |        |        |
|  | 23. ledna Limbe            |                            |                            |       |               |               |                           |                           |            |            |  |  |        |        |
|  |                            |                            |                            |       |               |               |                           |                           |            |            |  |  |        |        |
|  | Burkina Faso               | 2                          |                            |       |               |               |                           |                           |            |            |  |  |        |        |
|  | Burkina Faso               | 2                          | 29. ledna Garoua           |       |               |               |                           |                           |            |            |  |  |        |        |
|  | Gabon                      | 1                          |                            |       |               |               |                           |                           |            |            |  |  |        |        |
|  | Gabon                      | 1                          | Burkina Faso               | 1     |               |               |                           |                           |            |            |  |  |        |        |
|  | 23. ledna Garoua           |                            | Burkina Faso               | 1     |               |               |                           |                           |            |            |  |  |        |        |
|  |                            | Tunisko                    | 0                          |       |               |               |                           |                           |            |            |  |  |        |        |
|  | Nigérie                    | Tunisko                    | 0                          | 0     |               |               |                           |                           |            |            |  |  |        |        |
|  | Nigérie                    |                            | 2. února Yaoundé (Ahidjo)  | 0     |               |               |                           |                           |            |            |  |  |        |        |
|  | Tunisko                    | 1                          |                            |       |               |               |                           |                           |            |            |  |  |        |        |
|  | Tunisko                    | 1                          | Burkina Faso               | 1     |               |               |                           |                           |            |            |  |  |        |        |
|  | 25. ledna Bafoussam        |                            | Burkina Faso               | 1     |               |               |                           |                           |            |            |  |  |        |        |
|  |                            | Senegal                    | 3                          |       |               |               |                           |                           |            |            |  |  |        |        |
|  | Senegal                    | Senegal                    | 3                          | 2     |               |               |                           |                           |            |            |  |  |        |        |
|  | Senegal                    | 30. ledna Douala           |                            | 2     |               |               |                           |                           |            |            |  |  |        |        |
|  | Kapverdy                   | 0                          |                            |       |               |               |                           |                           |            |            |  |  |        |        |
|  | Kapverdy                   | 0                          | Senegal                    | 3     |               |               |                           |                           |            |            |  |  |        |        |
|  | 26. ledna Limbe            |                            | Senegal                    | 3     |               |               |                           |                           |            |            |  |  |        |        |
|  |                            | Rovníková Guinea           | 1                          |       |               |               |                           |                           |            |            |  |  |        |        |
|  | Mali                       | Rovníková Guinea           | 1                          | 0 (5) |               |               |                           |                           |            |            |  |  |        |        |
|  | Mali                       |                            | 6. února Yaoundé (Olembe)  | 0 (5) |               |               |                           |                           |            |            |  |  |        |        |
|  | Rovníková Guinea           | 0 (6)                      |                            |       |               |               |                           |                           |            |            |  |  |        |        |
|  | Rovníková Guinea           | 0 (6)                      | Senegal                    | 0 (4) |               |               |                           |                           |            |            |  |  |        |        |
|  | 24. ledna Bafoussam        |                            | Senegal                    | 0 (4) |               |               |                           |                           |            |            |  |  |        |        |
|  |                            | Egypt                      | 0 (2)                      |       |               |               |                           |                           |            |            |  |  |        |        |
|  | Guinea                     | Egypt                      | 0 (2)                      | 0     |               |               |                           |                           |            |            |  |  |        |        |
|  | Guinea                     | 29. ledna Douala           |                            | 0     |               |               |                           |                           |            |            |  |  |        |        |
|  | Gambie                     | 1                          |                            |       |               |               |                           |                           |            |            |  |  |        |        |
|  | Gambie                     | 1                          | Gambie                     | 0     |               |               |                           |                           |            |            |  |  |        |        |
|  | 24. ledna Yaoundé (Olembe) |                            | Gambie                     | 0     |               |               |                           |                           |            |            |  |  |        |        |
|  |                            | Kamerun                    | 2                          |       |               |               |                           |                           |            |            |  |  |        |        |
|  | Kamerun                    | Kamerun                    | 2                          | 2     |               |               |                           |                           |            |            |  |  |        |        |
|  | Kamerun                    |                            | 3. února Yaoundé (Olembe)  | 2     |               |               |                           |                           |            |            |  |  |        |        |
|  | Komory                     | 1                          |                            |       |               |               |                           |                           |            |            |  |  |        |        |
|  | Komory                     | 1                          | Kamerun                    | 0 (1) |               |               |                           |                           |            |            |  |  |        |        |
|  | 26. ledna Douala           |                            | Kamerun                    | 0 (1) |               |               |                           |                           |            |            |  |  |        |        |
|  |                            | Egypt                      | 0 (3)                      |       | O třetí místo | O třetí místo |                           |                           |            |            |  |  |        |        |
|  | Pobřeží slonoviny          | Egypt                      | 0 (3)                      | 0 (4) | O třetí místo | O třetí místo |                           |                           |            |            |  |  |        |        |
|  | Pobřeží slonoviny          | 30. ledna Yaoundé (Olembe) | 30. ledna Yaoundé (Olembe) | 0 (4) |               |               | 5. února Yaoundé (Ahidjo) | 5. února Yaoundé (Ahidjo) |            |            |  |  |        |        |
|  | Egypt                      | 30. ledna Yaoundé (Olembe) | 30. ledna Yaoundé (Olembe) | 0 (5) |               |               | 5. února Yaoundé (Ahidjo) | 5. února Yaoundé (Ahidjo) |            |            |  |  |        |        |
|  | Egypt                      | Egypt                      | 2                          | 0 (5) | Burkina Faso  | 3 (3)         |                           |                           |            |            |  |  |        |        |
|  | 25. ledna Yaoundé (Ahidjo) | Egypt                      | 2                          |       | Burkina Faso  | 3 (3)         |                           |                           |            |            |  |  |        |        |
|  |                            | Maroko                     | 1                          |       | Kamerun       | 3 (5)         |                           |                           |            |            |  |  |        |        |
|  | Maroko                     | Maroko                     | 1                          | 2     | Kamerun       | 3 (5)         |                           |                           |            |            |  |  |        |        |
|  | Maroko                     |                            |                            | 2     |               |               |                           |                           |            |            |  |  |        |        |
|  | Malawi                     | 1                          |                            |       |               |               |                           |                           |            |            |  |  |        |        |
|  | Malawi                     | 1                          |                            |       |               |               |                           |                           |            |            |  |  |        |        |

## Vysílání
Níže je uveden seznam vysílacích práv na AFPN 2021:
| Území               | Držitel(é) práv                   | Ref.   |
| ------------------- | --------------------------------- | ------ |
| Alžírsko            | EPTV                              | [ 22 ] |
| Brazílie            | Rede Bandeirantes                 | [ 23 ] |
| Kamerun             | CRTV                              | [ 24 ] |
| Francie             | beIN Sports                       | [ 23 ] |
| Německo             | Sportdigital                      | [ 23 ] |
| Itálie              | Discovery Channel                 | [ 23 ] |
| Portugalsko         | Canal 11                          | [ 25 ] |
| Spojené království  | - BBC - Sky Sports                | [ 23 ] |
| Subsaharská Afrika  | - Canal+ - StarTimes - SuperSport | [ 23 ] |
| MENA                | beIN Sports                       | [ 23 ] |
| Asie a Tichomoří    | beIN Sports                       | [ 23 ] |
| Severní Amerika     | beIN Sports                       | [ 23 ] |
| Latinská Amerika    | ESPN                              | [ 23 ] |
| Severní Evropa      | NENT                              | [ 23 ] |
| Jihovýchodní Evropa | Sportklub                         | [ 23 ] |
| Svět                | CAF TV (YouTube)                  | [ 23 ] |

## Kontroverze

### Rozhodčí zápasu Tunisko vs. Mali
V prvním zápase skupiny F mezi Tuniskem a Mali zambijský rozhodčí Janny Sikazwe ukončil zápas v 85. minutě. V 89. minutě pak signalizoval konec zápasu, aniž by počítal prodloužení, které by bylo vzhledem k velkému počtu změn (9 změn mezi oběma týmy) a dvojímu ověření video asistenta rozhodčího významné.
Rozhodčí však oznámil návrat zápasu po 25 minutách přerušení na 3 minuty, přičemž tuniský tým odmítl zápas dohrát. Soudní zpráva uvedla, že Sikazwe utrpěl úpal, což přispělo k jeho špatnému řízení zápasu.

### Mauritánská hymna
Před druhým zápasem skupiny F mezi Mauritánií a Gambií zazněla třikrát stará mauritánská hymna, hlasatel na stadionu řekl, že mauritánští hráči zazpívají hymnu sami, ale třetí neúspěšný pokus byl brzy přerušen poté, co byla znovu zahrána stará hymna země.

### Kamerunští fanoušci
Před čtvrtým zápasem vyřazovací fáze mezi hostitelským Kamerunem a Komorami, který se odehrál dne 24. ledna 2022 na stadionu Olembe, došlo k násilné tlačenici kamerunských fanoušků. Zdravotní průkaz ke vstupu na stadion od jižní brány ke sledování zápasu, za tlačenici bylo zaznamenáno osm úmrtí dvou žen a čtyř mužů, všichni ve věku třiceti let, kromě dvou dětí.
Ministerstvo uvedlo, že při tlačenici bylo zraněno asi 50 osob, z toho dvě osoby s mnohočetnými zraněními a dvě další s vážným poraněním hlavy, a jedno dítě bylo okamžitě převezeno do Všeobecné nemocnice v Yaoundé ve stabilizovaném stavu.

### Přesun zápasů ze stadionu Japoma
Původně se na stadionu Japoma v Douale měly odehrát čtyři zápasy vyřazovací fáze a šest zápasů skupinové fáze. Poté, co však bylo hřiště v průběhu skupinové fáze kritizováno trenéry i hráči, rozhodl organizační výbor v polovině turnaje o přesunu všech zápasů ze stadionu Japoma na jiné stadiony, například na stadion Limbé a stadion Ahmadou Ahidjo v Yaoundé. Djamel Belmadi, trenér obhájců titulu, Alžírska, které se s turnajem rozloučilo ve skupinové fázi, uvedl, že „není na úrovni umožňující naprostou plynulost a to, co si slibujeme od velkých turnajů, jako je Africký pohár národů“.

## Ocenění
Na závěr turnaje byly uděleny následující ceny:
- Muž soutěže:  Sadio Mané[34]
- Zlatá kopačka:  Vincent Aboubakar (8 gólů)[34]
- Nejlepší brankář:  Édouard Mendy[34]
- Nejlepší mladý hráč:  Issa Kaboré[34]
- Cena Fair Play:  Senegal[34]

### Nejlepší XI
Trenér:  Aliou Cissé
| Brankář       | Obránci                                                     | Záložníci                                  | Útočníci                                   |
| ------------- | ----------------------------------------------------------- | ------------------------------------------ | ------------------------------------------ |
| Édouard Mendy | Achraf Hakimi Mohamed Abdelmonem Edmond Tapsoba Saliou Ciss | Mohammad Alnaní Nampalys Mendy Blati Touré | Mohamed Salah Vincent Aboubakar Sadio Mané |

Zdroj: